# Андрій Гаштовт

герб Абданк

Андрій Гаштовт гербу Абданк (пом. не раніше 1421) — литовський боярин, урядник ВКЛ. Представник роду Гаштовтів.

## Біографія
Правдоподібно, син Петра Гаштовта, зять шляхтича Міхала Авданця — «пана на Бучачі».
Вперше згаданий як староста віленський на документі короля Ягайла для костелу в Обоках 1 червня 1387 року. В 1387—1390 роках поручився за Грицька Костянтиновича і Братошу. На документі великого князя Вітовта від 2 лютого 1395 року свідчить як лат. «Andreas alio nomine Gastoldus», у квітні 1398 року брав участь в укладах Вітовта з тевтонцями. Як кревський староста вперше згаданий 12 жовтня 1398 року в салінському акті, потім — в акті Віленсько-Радомської унії 18 січня 1401. Без титулів згаданий: 22 травня 1404 свідком в акті миру Рацьонзького, 17 серпня 1404 року в додаткових актах Вітовта до попереднього миру. Якубовський помилково вважав його доброчинцем Краківської академії. У привілеї Ягайла для костелу Вільнюса з 17 лютого 1387 року згаданий сад А. Гастольда, його слід шукати між горою Боуффаловою, річкою Вілією та дорогою вздовж неї з міста на захід.
Згідно зі спогадами лицаря з Бургундії Жібера де Ланнуа (пол. Giber de Lannoy), у 1421 році намісником великого князя Витовта у Кам'янці на Поділлі був Гастовт — чоловік Бучацької.
Ім'я дружини невідоме. Діти:
- Талівой (пол. Taliwojsz[5][6]) — разом з батьком згаданий в акті Віленсько-Радомської унії 1401 року
- Петро — згаданий в документі 6 вересня 1431 року серед литовських бояр — прихильників Свидригайла, які у битві під Луцьком потрапили в полон королівського війська
- Івашко — луцький староста, воєвода віленський, троцький.[7]